# Velvana
Velvana, a. s. byla český výrobce autokosmetiky a průmyslové a spotřební chemie. Sídlíl ve Velvarech, okres Kladno. 

## Historie
Založena byla v roce 1958 jako pobočný závod k.p. Spolany Neratovice. Na základě privatizačního projektu Spolany vznikla k 1. květnu 1992 samostatná společnost Velvana, a. s. Paralelně k této firmě pak k 30. září 1996 vznikla firma Velplast, a. s., která byla ve 100% vlastnictví Velvany. K 8. dubnu 2009 došlo k přejmenování původní Velvany na nový název Velvarská chemická, a.s., současně Velplast změnil jméno na Velvana, a. s. Následně 27. dubna 2009 došlo k vložení části podniku Velvarská chemická (tj. „stará“ Velvana) do „nové“ Velvany.
23. září 2016 bylo rozhodnuto o úpadku firmy, následně byla k 27. únoru 2017 povolena reorganizace, ale  11. května 2018 bylo vyhlášen konkurs na majetek firmy. K 10. únoru 2023 bylkonkurs ukončen a 17. srpna 2023 společnost zanikla výmazem z obchodního rejstříku.
Od roku 2017 převzala krachující společnost Velvana a.s. česká společnost Filson s.r.o., která obnovila výrobu tradičních výrobků. Dnes[kdy?] se již ve společném výrobním závodě ve Velvarech vyrábí nejen tradiční výrobky Velvana, ale i produkty značky Carlson.[zdroj?]

## Produkty
Vyrábí např. provozní kapaliny Fridex (nízkotuhnoucí směsi do chladičů vozidel), Syntol (brzdové kapaliny), Glacidet (nízkotuhnoucí směsi do ostřikovačů) a autokosmetiku Autocleaner nebo Arva (čištění motorů).[zdroj?]